# Trexlertown, Pennsylvania
Trexlertown, Pennsylvania (енгл. Trexlertown) насељено је место без административног статуса у америчкој савезној држави Пенсилванија.

## Демографија
По попису из 2010. године број становника је 1.988.
| Група             | 2000.    | 2010.         |
| Белци             | 0 (0,0%) | 1.607 (80,8%) |
| Афроамериканци    | 0 (0,0%) | 83 (4,2%)     |
| Азијати           | 0 (0,0%) | 161 (8,1%)    |
| Хиспаноамериканци | 0 (0,0%) | 95 (4,8%)     |
| Укупно            | 0        | 1.988         |